# لشکر بیست و هشتم پیاده‌نظام (ورماخت)
لشکر بیست و هشتم پیاده‌نظام (به آلمانی: 28. Infanterie-Division) که بعداً به لشکر بیست و هشتم سبک و سپس به لشکر بیست و هشتم یگر تعییر عنوان داد، یکی از لشکرهای نیروی زمینی آلمان بود که ماه اکتبر سال ۱۹۳۶ تشکیل شد و در جریان جنگ جهانی دوم به نبرد پرداخت.

## تاریخچه عملیاتی

### شوروی
لشکر بیست و هشتم پیاده‌نظام هنگام آغاز عملیات تایفون، تهاجم پاییزه ورماخت به مسکو، از روز ۲ اکتبر سال ۱۹۴۱، بخشی از سپاه ۸ از ارتش نهم در گروه ارتش مرکز بود. این لشکر در جریان این نبرد متحمل خسارات شدیدی گردید. در پی فرا رسیدن زمستان و توقف تهاجم، لشکر ماه نوامبر از خط مقدم عقب‌کشیده شد و برای بازسازی به فرانسه گسیل گشت.

## کتابشناسی
- Stahel, David (2013). Operation Typhoon: Hitler's March On Moscow, October 1941. Cambridge university press. ISBN 978-1-107-03512-6.